# Ormes (Saône-et-Loire)
Ormes ist eine französische Gemeinde im Département Saône-et-Loire in der Region Bourgogne-Franche-Comté. Sie gehört zum Arrondissement Louhans und zum Kanton Cuiseaux. Die Gemeinde hat 493 Einwohner (Stand 1. Januar 2022), sie werden Ormillats, resp. Ormillates genannt.

## Geografie

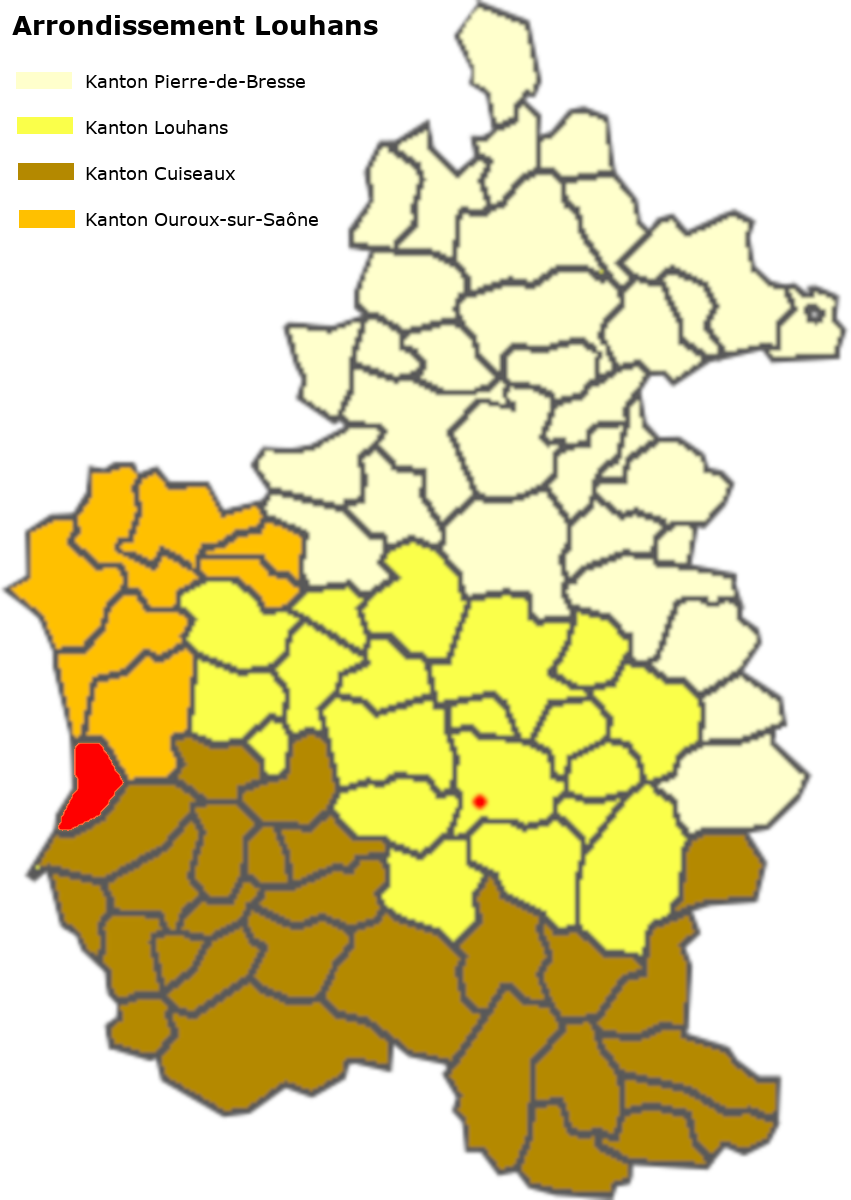
Lage der Gemeinde im Arrondissement Louhans

Die Gemeinde liegt in der Landschaft Vallée de la Saône, lediglich die Gebiete östlich des Bourg werden der Bresse zugerechnet. Die Gemeinde liegt im äußersten Südwesten des Arrondissement Louhans und grenzt im Nordosten, Norden und Westen an das Arrondissement Chalon-sur-Saône. Der Ort liegt rund 20 Kilometer westlich von Louhans, die ganze Westgrenze bildet die Saône, die Nordwestgrenze bildet das Flüsschen Tenarre, das mit vielen Windungen und toten Wasserläufen eine komplizierte Grenze bildet. Das südliche Gemeindegebiet und eine ganze Kette von Étangs entwässert der Bief du Moulin Bernard. Im äußersten Osten tangiert die Departementsstraße D933 (Saint-Germain-du-Plain–Simandre) das Gemeindegebiet. Die Gemeinde verfügt über wenige Waldflächen, lediglich im Süden finden sich einige Niederwaldgebiete.
Zur Gemeinde gehören die folgenden Weiler und Fluren: le Bas-d’Ormes, Chatain, le Châtelet, la Courbe, Grand-Chêne, les Levrats, le Luminaire, Moulin-Bernard, Moulin-Beurot, Moulin-Patin, Noiry, le Port, la Seigneurie, la Serrée, le Taluchot, la Tuilerie, Vanoise.

### Klima
Das Klima in Ormes ist warm und gemäßigt. Es gibt das ganze Jahr über deutliche Niederschläge, selbst der trockenste Monat weist noch hohe Niederschlagsmengen auf. Die Klassifikation des Klimas nach Köppen und Geiger ist Cfb ((Gemäßigtes) Ozeanklima). Die Temperatur liegt im Jahresdurchschnitt bei 12,0 °C. Der wärmste Monat ist der Juli mit einer Durchschnittstemperatur von 21,2 °C, der kälteste der Januar mit 3,3 °C. Über ein Jahr verteilt summieren sich die Niederschläge auf 1055 mm, dabei ist der November mit 113 mm der niederschlagsreichste, während März als trockenster Monat 73 mm aufweist. Über das ganze Jahr werden etwa 2700 Sonnenstunden gezählt.
|                        | Jan | Feb | Mär  | Apr  | Mai  | Jun  | Jul  | Aug  | Sep  | Okt  | Nov  | Dez |   |      |
| Mittl. Temperatur (°C) | 3,3 | 4,0 | 7,5  | 11,2 | 15,0 | 19,1 | 21,1 | 20,7 | 17,0 | 12,9 | 7,4  | 4,1 | ⌀ | 12   |
| Mittl. Tagesmax. (°C)  | 6,3 | 7,7 | 12,0 | 15,7 | 19,4 | 23,8 | 25,8 | 25,5 | 21,4 | 16,9 | 10,5 | 6,9 | ⌀ | 16   |
| Mittl. Tagesmin. (°C)  | 0,7 | 0,6 | 3,2  | 6,4  | 10,3 | 14,2 | 16,2 | 15,9 | 12,8 | 9,3  | 4,5  | 1,6 | ⌀ | 8    |
|                        |     |     |      |      |      |      |      |      |      |      |      |     |   |      |
| Niederschlag (mm)      | 89  | 75  | 73   | 88   | 96   | 78   | 75   | 79   | 88   | 103  | 113  | 98  | Σ | 1055 |

| 0,7 |

| 0,6 |

| 3,2 |

| 6,4 |

| 10,3 |

| 14,2 |

| 16,2 |

| 15,9 |

| 12,8 |

| 9,3 |

| 4,5 |

| 1,6 |

| 0,7 |

| 0,6 |

| 3,2 |

| 6,4 |

| 10,3 |

| 14,2 |

| 16,2 |

| 15,9 |

| 12,8 |

| 9,3 |

| 4,5 |

| 1,6 |

## Toponymie
Ende des 10. Jahrhunderts wird Ormes erstmals erwähnt:  Piscaria in fluvio Harari… ad Ulmos, 1140 findet sich Ecclesia de Ulmo. In der ersten Textstelle wird Bezug genommen auf einen Fischereihafen in der Saône bei den Ulmen, in der zweiten auf eine Kirche, wobei Ulmo hier bereits auf eine Ortsbezeichnung hindeutet und nicht mehr auf den eigentlichen Begriff der Ulme. In diesem Zusammenhang, die Bezeichnung des flumen araris, der bereits bei Caesar auftaucht, dürfte auf einen keltischen Begriff für Wasser zurückgehen und taucht mehrfach auf (beispielsweise auch für die Aare in der Schweiz). Prägend für den Ortsnamen waren aber offensichtlich die Ulmen, die in diesem Gebiet vorkamen.

## Geschichte
Im 19. Jahrhundert wurde in Noiry eine gallo-römische Villa ausgegraben, das Mosaik ist im Museum in Tournus ausgestellt. Die Kirche stammt aus der ersten Hälfte des 12. Jahrhunderts, das Kirchenschiff wurde im 18. Jahrhundert restauriert. Sie ist dem Heiligen Martin geweiht. Sie enthält die Grabplatte des Sohnes von Renaud de la Serrée aus dem 13. Jahrhundert. Im Mittelalter war in Ormes ein Erzpriester ansässig, dem die Pfarreien der Bresse unterstanden.
Im 13. und 14. Jahrhundert bestand ein Schloss in La Serrée mit zwei Wassergräben, das eine Furt über die Saône kontrollierte. Im 15. Jahrhundert sind die de Lugny Herren von Ormes und Simandre. Das Schloss der Herren von Ormes wurde 1605 erbaut und zwischen 1920 und 1924 zerstört. Ein neues Schloss wurde schon 1895 erbaut, ferner eines in La Serrée im 18. Jahrhundert und 1853 erweitert. Seit 1771 gehörte Ormes und Tenarre als Folge eines Kaufes Jean Gravier de Vergennes, Conseiller am Parlement von Dijon, Präsident der Chambre des comptes von Burgund. 1778 wurde die Herrschaft zum Marquisat erhoben, der Bruder von Jean war Außenminister des Königs Louis XVI. Jean wurde Marquis de Vergennes, Baron de Ténarre, Herr von Ormes, Saugy, Boulay, Vanoise und Ramboz, Botschafter in der Schweiz, dann in Portugal und Venedig. Jean-Charles Gravier de Vergennes und sein Sohn Charles-Bonaventure wurden am 24. Juli 1794 in Paris im Rahmen der Revolutionskämpfe enthauptet.
1323 wird die Mühle Beurot erstmals erwähnt, 1781 die Mühlen Bernard und Taluchot, ferner bestand eine Mühle Patin. Im 18. Jahrhundert wurde Glimmer abgebaut. Noch heute bestehen vier Waschbrunnen, in Vanoise, Champs-Mathey, im Ortszentrum und in Chatin. Im 20. Jahrhundert wurde Sand abgebaut und eine Schleuse mit Wehr wurde von 1975 bis 1978 erbaut. Mitte des 19. Jahrhunderts bestand ein großer Holzverarbeitungsbetrieb am Hafen, Kalk- und Ziegelbrennereien und 1988 bestanden 18 Landwirtschaftsbetriebe.

### Die Herren von Ormes
Die Herrschaft Ormes
Das Lehen gehörte im 12. und 13. Jahrhundert den Herren von Cuiseaux. 1311 erhielten Hugues de Cusel, Ritter, Herr von Branges und seine Ehefrau, Béatrix de la Serrée, vom Herzog von Burgund die Summe von 600 Livres dafür, dass sie ihm das Allod in Ulme, Noiry, la Vanoise (Weiler in Ormes) und Bois Philibert verkauften und als Lehen zurücknahmen (Lehensauftragung).
Die Familie nannte sich nun de la Serrée, nach der Herkunft der Ehefrau, die dieses Allod in die Ehe grbacht hatte. La Serrée ist ein Weiler im Süden der Gemeinde Ormes. Es folgten mehrere Herren de la Serrée, bis das Lehen zu Beginn des 15. Jahrhunderts zu einem Jehan de Sampigny, Herr von la Chapelle gelangte. Dieser verkaufte es 1452 an Jeanne de Nanton, Witwe von Guillaume de Lugny, die es ihrem Sohn weitergab, Jacques de Lugny. 1481 gehörte das Lehen Liébaud de Lugny, 1504 Marc de Lugny. 1510 wird Antoine de Loisy Herr von Ormes und Simandre, aber bereits 1512 gelangte das Lehen wieder an die de Lugny, Émard war Herr von Ormes. Ihm folgte 1524 Marc de Lugny.
Das Lehen Ormes geht an die Familie de la Baume-Montrevel, die auch Lehen in Ratte und Saint-Germain-du-Bois besitzen. 1532 ist Lehensnehmer Claude de La Baume († 1541), Baron von Mont-Saint-Sorlin, Marschall und Gouverneur der Grafschaft Burgund, Ritter des Ordens vom Goldenen Vlies in 1531, Berater und Kammerherr von Karl V. Er war 1502 verheiratet mit I⚭ Claudine de Toulongeon (ohne Nachkommen) und 1532 II⚭ mit Guillemette d'Igny de Rizaucourt.
Die erste Ehefrau, Claudine de Toulongeon, hatte in die Familie der de Bauffremont geheiratet, wodurch die Herrschaft später an Constance de Bauffremont ging. Sie war die Ehefrau von Claude de Ténarre.
1588 war ein Nachkomme, René de Tenarre, Herr von Ormes und Ténarre, ihm folgte 1612 Pierre de Ténarre, Deputierter in den Generalständen, Herr von Ténarre, Ormes und La Frette. Durch Schenkung ging die Herrschaft Ormes 1626 an Jacques du Blé, Marquis von Uxelles.
Durch Vermächtnis von Nicolas Chalon du Blé ging das Lehen 1730 über an Henri Camille de Beringhen, Gouverneur von Chalon, Ritter vom Orden vom Heiligen Geist, erster Écuyer des Königs, dadurch wurde er Marquis d’Uxelles, Baron de Ténarre, Herr von Cormatin und Ormes (Die Familie stammte ursprünglich aus Kleve).
Henri Camille de Beringhen verpachtete Ormes und Ténarre 1733 für neun Jahre für 4000 Livres jährlich an Pierre Martel, Staatsanwalt in Cuisery und Robert Rozet, Kaufmann.
Am 30. September 1740 wurde das Lehen für 125.000 Livres verkauft an François de Truchis, Herr von Terrans, Serville, Varennes. Er schenkte das Lehen seinem Sohn, Henry Nicolas de Truchis, Ritter. Wegen dieses Lehens hatte Henry Nicolas de Truchis etliche Prozesse zu bestehen und Kredite aufzunehmen. Seine Tochter, Françoise Thérèse starb am 10. Januar 1763, er selbst am 9. Mai 1765. In der Folge wurde das Lehen 1771 für 292.000 Livres verkauft an Jean Charles Gravier de Vergennes, Berater am Parlement von Dijon und Präsident des Rechnungshofes von Burgund. Er wurde später Botschafter in der Schweiz, Portugal und Venedig. Zu seinen Ehren wurde das Lehen 1778 zum Marquisat de Vergennes erhoben. Gleichzeitig wurde Ormes umbenannt in Vergennes-sur-Saône, mit der Revolution erfolgte die Rückbenennung.
Der letzte Herr von Ormes war Jeans Sohn, Charles Bonaventure Gravier de Vergennes (* April 1751). Sowohl Jean Charles als auch Charles Bonaventure wurden während den Revolutionswirren verhaftet und starben am 24. Juli 1794 auf dem Schafott.
Die Herrschaft Noiry
Noiry (ca. 1 Kilometer nördlich von Ormes) war schon in gallo-römischer Zeit besiedelt, dort befand sich eine große Villa. Im Mittelalter gehörte es Feudalherren, bis es ebenfalls an die de Ténarre überging. 1610 wurde Noiry von der Herrschaft Ormes gelöst und ging an Edme Vadot, einen Bürger von Chalon-sur-Saône. Edme hatte Abigaïl Mathieu († 1638) geheiratet, Witwe von fünf Ehemännern, Wohltäterin der Armen und der Kirchen von Chalon.
1640 erbte der Sohn Aimé Vadot, Bürger von Lyon, das Lehen, 1656 gelangte es an seinen Sohn Jean Mathieu.
Bertrand de la Michaudière, Arzt in Louhans, ewiger Maire, hatte Aimée Vadot geheiratet, wodurch die Herrschaft an die de la Michaudière, Herren von Savigny-sur-Seille, ging. Durch Heirat von Benigne de la Michaudière, ging Noiry an die Chartraires, Marquis de Bourbonne und letztlich an Albert Paul de Mesme (* 1751, † 1812), durch seine Heirat mit Marie Reine Claude Chartraire, dame de Bourbonne.
Die Herrschaft la Serrée
La Serrée (im Südteil der Gemeinde, an der Route d’Ulmus) gehörte zur Pfarrei Ormes, aber zur Gemeinde Simandre. Es bestand ein Schloss mit einem dreifachen Schlossgraben, das den Herren de la Serrée bis ins 14. Jahrhundert gehörte. Anschließend gehörte die Herrschaft wechselnden Familien, den de Lugny, de Ténarre, de la Palud, de Busseroles, de Drée, de Brancion, de Ganay, de Foix-Candolle, de Sennecey und die Verwalter der Kastellanei von Cuisery, deren letzter 1783 der Duc de Biron war.

### Heraldik
Ormes benutzt ein modernes Wappen, das die Besonderheiten der Gemeinde ohne großen historischen Bezug wiedergibt. Die Gemeinde erläutert das gevierte Wappen wie folgt:
Feld 1: Gallo-römischer Schlüssel aus den archäologischen Ausgrabungen, die während des Baus des Staudamms zwischen 1975 und 1978 durchgeführt wurden. Feld 2: Die Ulme, der Symbolbaum der Gemeinde Ormes, Feld 3: Drei Vögel bilden einen Teil des Familienwappens der DE VERGENNES. Das zum Marquisat erhobene Land Ormes trug den Namen VERGENNES SUR SAONE von 1778 bis 1790, als Ormes seinen historischen Namen wieder annahm, Feld 4: Die Schachblume (seltene Art), eine sehr charakteristische Pflanze der Überschwemmungswiesen des Saône-Tals, blüht im März, ihre purpurrote Krone ist tulpenförmig mit schachbrettartig verteilten dunklen Flecken, die weißen Wellen erinnern an die Saône.

## Bevölkerung
| Ormes: Einwohnerzahlen von 1793 bis 2020 | Ormes: Einwohnerzahlen von 1793 bis 2020 | Ormes: Einwohnerzahlen von 1793 bis 2020 | Ormes: Einwohnerzahlen von 1793 bis 2020 | Ormes: Einwohnerzahlen von 1793 bis 2020 |
| --- | ---------------------------------------- | ---------------------------------------- | ---------------------------------------- | ---------------------------------------- |
| Jahr |                                          |                                          |                                          | Einwohner                                |
| 1793 | 1793                                     |                                          | 828                                      | 828                                      |
| 1800 | 1800                                     |                                          | 719                                      | 719                                      |
| 1806 | 1806                                     |                                          | 745                                      | 745                                      |
| 1821 | 1821                                     |                                          | 902                                      | 902                                      |
| 1831 | 1831                                     |                                          | 949                                      | 949                                      |
| 1836 | 1836                                     |                                          | 863                                      | 863                                      |
| 1841 | 1841                                     |                                          | 880                                      | 880                                      |
| 1846 | 1846                                     |                                          | 863                                      | 863                                      |
| 1851 | 1851                                     |                                          | 924                                      | 924                                      |
| 1856 | 1856                                     |                                          | 880                                      | 880                                      |
| 1861 | 1861                                     |                                          | 865                                      | 865                                      |
| 1866 | 1866                                     |                                          | 850                                      | 850                                      |
| 1872 | 1872                                     |                                          | 828                                      | 828                                      |
| 1876 | 1876                                     |                                          | 788                                      | 788                                      |
| 1881 | 1881                                     |                                          | 801                                      | 801                                      |
| 1886 | 1886                                     |                                          | 800                                      | 800                                      |
| 1891 | 1891                                     |                                          | 795                                      | 795                                      |
| 1896 | 1896                                     |                                          | 734                                      | 734                                      |
| 1901 | 1901                                     |                                          | 710                                      | 710                                      |
| 1906 | 1906                                     |                                          | 648                                      | 648                                      |
| 1911 | 1911                                     |                                          | 624                                      | 624                                      |
| 1921 | 1921                                     |                                          | 582                                      | 582                                      |
| 1926 | 1926                                     |                                          | 567                                      | 567                                      |
| 1931 | 1931                                     |                                          | 531                                      | 531                                      |
| 1936 | 1936                                     |                                          | 465                                      | 465                                      |
| 1946 | 1946                                     |                                          | 452                                      | 452                                      |
| 1954 | 1954                                     |                                          | 435                                      | 435                                      |
| 1962 | 1962                                     |                                          | 408                                      | 408                                      |
| 1968 | 1968                                     |                                          | 347                                      | 347                                      |
| 1975 | 1975                                     |                                          | 334                                      | 334                                      |
| 1982 | 1982                                     |                                          | 406                                      | 406                                      |
| 1990 | 1990                                     |                                          | 413                                      | 413                                      |
| 1999 | 1999                                     |                                          | 438                                      | 438                                      |
| 2009 | 2009                                     |                                          | 503                                      | 503                                      |
| 2014 | 2014                                     |                                          | 526                                      | 526                                      |
| 2020 | 2020                                     |                                          | 464                                      | 464                                      |
| Quelle(n): EHESS/Cassini bis 2006, ab 2009 INSEE Anmerkung(en): • Ab 1962 offizielle Zahlen ohne Einwohner mit Zweitwohnsitz • Höchste Einwohnerzahl 1831 mit 949, tiefste Einwohnerzahl 1975 mit 334 (33,8 % vom Maximum) |                                          |                                          |                                          |                                          |

| Bevölkerungsstruktur | Anzahl Einwohner | männlich | weiblich | davon Ausländer | Anteil % |
| -------------------- | ---------------- | -------- | -------- | --------------- | -------- |
|                      | 479              | 238      | 241      | 18              | 3,8      |

| Männer | Alterstufe | Frauen |
| ------ | ---------- | ------ |
| 2      | 90 + älter | 3      |
| 27     | 75–89      | 16     |
| 58     | 60–74      | 66     |
| 50     | 45–59      | 46     |
| 35     | 30–44      | 42     |
| 31     | 15–29      | 26     |
| 34     | 0–14       | 44     |

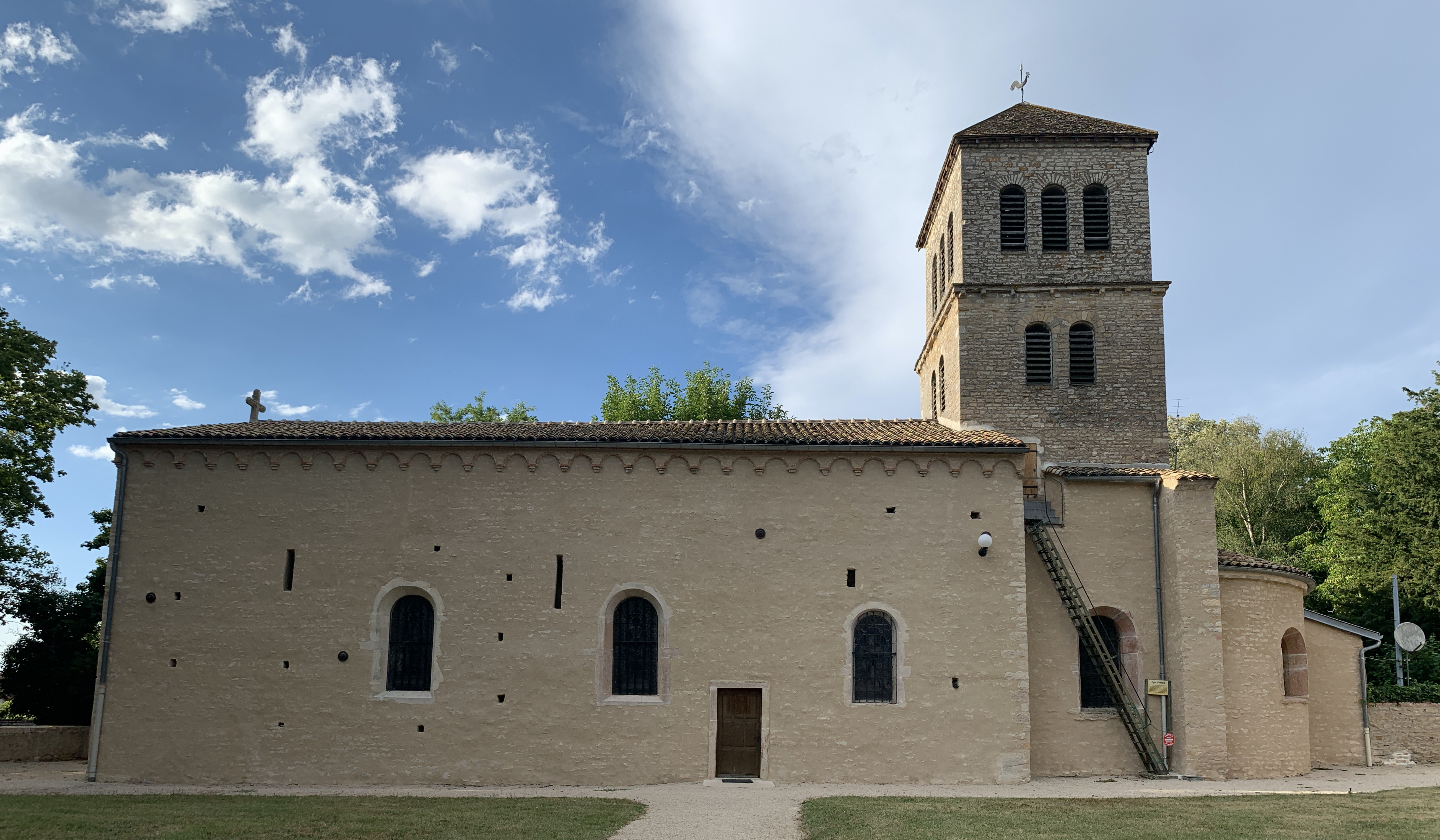
Kirche Saint-Martin in Ormes

Die Bevölkerungsstruktur zwischen Männern und Frauen ist ziemlich ausgeglichen, wobei 44 % der Bevölkerung jünger als 45 Jahre sind. Die Gruppe der unter 15-Jährigen macht 16,3 % der Bevölkerung aus. Demgegenüber sind 36 % der Einwohner älter als 60 Jahre und damit im Rentenalter. Diese Struktur dürfte auf die Tatsache zurückzuführen sein, dass seit 1999 dank einer regen Bautätigkeit die Wohneinheiten um 20 % zugenommen haben. Dadurch dürfte ein verstärkter Zuzug von jungen Familien mit Kindern erfolgt sein.
| Wohnstruktur               | Anzahl Wohneinheiten | davon Häuser | Wohnungen | sonstige |
| -------------------------- | -------------------- | ------------ | --------- | -------- |
|                            | 307                  | 301          | 4         | 2        |
| davon Hauptwohnsitz        | 217                  |              |           |          |
| Zweit- oder Ferienwohnsitz | 64                   |              |           |          |
| vakant                     | 26                   |              |           |          |

## Wirtschaft und Infrastruktur

### Unternehmen, Betriebe, Ladengeschäfte und Einrichtungen
In der Gemeinde befinden sich nebst der Mairie und Kirche folgende Unternehmen nach Branchen:
| Branche                                                           | Anzahl Betriebe |
| ----------------------------------------------------------------- | --------------- |
| Industrie und verarbeitendes Gewerbe                              | 1               |
| Baugewerbe                                                        | 6               |
| Groß- und Einzelhandel, Verkehr, Beherbergung und Gastronomie     | 6               |
| Information und Kommunikation                                     |                 |
| Finanz- und Versicherungsdienstleistungen                         | 1               |
| Grundstücks- und Wohnungswesen                                    | 3               |
| Freiberufliche, wissenschaftliche und technische Dienstleistungen | 3               |
| Öffentliche Verwaltung, Unterricht, Gesundheits- und Sozialwesen  | 5               |
| Sonstige Dienstleistungen                                         | 2               |
| Land- und Forstwirtschaftsbetriebe                                | 8               |

In der Gemeinde befinden sich eine Bäckerei, ein Bauhandwerksbetrieb, ein Maler/Gipser und zwei Installateurbetriebe. Die Gemeinde verfügt über einen Fußball- und einen Pétanqueplatz, einen Mehrzwecksaal, ein Taxiunternehmen und eine Gîte. Mit den Gütern des täglichen Bedarfs versorgen sich die Einwohner weitgehend in Sennecey-le-Grand.

### Geschützte Produkte in der Gemeinde
Als AOC-Produkte sind in Ormes Volaille de Bresse und Dinde de Bresse. zugelassen.

### Bildungseinrichtungen
In der Gemeinde besteht eine École primaire (École maternelle und École élémentaire), die der Académie de Dijon untersteht und von 60 Schulpflichtigen besucht wird. Für die Schule gilt der Ferienplan der Zone A.

## Sehenswürdigkeiten
- Kirche Saint-Martin aus dem 12. Jahrhundert, Beschreibung und Fotos der Kirche[22]